# One Piece: World Seeker
One Piece: World Seeker (ワンピース: ワールドシーカー?, Wan Pīsu: Wārudo Shīkā) è un videogioco in stile avventura dinamica, primo del franchising di One Piece caratterizzato da un ambiente open world. Il gioco è uscito per PlayStation 4, Xbox One e Microsoft Windows il 14 marzo 2019 in Giappone mentre il giorno seguente nel resto del mondo. Una versione per Google Stadia è uscita il 22 luglio 2021.

## Modalità di gioco
One Piece: World Seeker è un'avventura dinamica che mette i giocatori nei panni di Monkey D. Rufy da una prospettiva in terza persona. Il giocatore si avventurerà e disputerà battaglie in un mondo aperto che può essere esplorato liberamente.

## Sviluppo
Il 2 novembre 2017, il gioco è stato annunciato sotto il nome in codice Dawn e gli sviluppatori confermarono che sarebbe stato "senza precedenti". Successivamente nel mese di dicembre 2017, viene rivelato il titolo ufficiale One Piece: World Seeker al Jump Festa 2018 e il primo trailer è stato pubblicato su YouTube il 18 dicembre 2017.
Il 16 novembre 2018 Bandai Namco Entertainment Europe ufficializza la data di uscita, la quale è stata il 15 marzo 2019.
Il 28 marzo 2022 è stato annunciato il seguito, One Piece: Odyssey, per la fine dello stesso anno.